# (11666) Bracker
(11666) Bracker (1997 MD8) – planetoida z grupy pasa głównego asteroid okrążająca Słońce w ciągu 3,73 lat w średniej odległości 2,41 j.a. Odkryta 29 czerwca 1997 roku.